# Place Napoléon-Bonaparte
Pour les articles homonymes, voir Place Napoléon.
Cet article possède un paronyme, voir Plage Bonaparte.
La place Napoléon-Bonaparte est une place piétonne à Fontainebleau, en France.
Située en centre-ville, elle constitue l'un des lieux les plus animés de la vie bellifontaine.

## Situation et accès
La place est longée par la rue Denecourt sur son côté sud-est et la rue de France sur son côté nord-est et débouche sur le passage Ronsin sur son côté ouest. Elle se situe en face du jardin de Diane du château de Fontainebleau.

## Odonymie
Un petit espace urbain est d'abord nommé place au Charbon. La place formée prend ensuite les noms de place de la Réunion, place Napoléon-III. Une proposition émise lors de la séance du 27 mars 1881 du conseil municipal par Bordereau tendait à donner le nom de Denecourt, en l'honneur du sylvain de la forêt Claude-François Denecourt, à une nouvelle voie en renommant la place, place des Bons-Enfants. Il est finalement adopté, par l'arrêté municipal en date du 25 avril 1881, signé par Isidore Jean Bonneau, adjoint du maire Guénée que :

« La place au Charbon sera dénommée à l'avenir : Place Denecourt. »

— Article 1er de l'arrêté municipal du 25 avril 1881
Le nom actuel de la place Napoléon-Bonaparte est en l'honneur de Napoléon Ier, citoyen illustre de la ville de Fontainebleau ayant séjourné au château à plusieurs reprises dans lequel il abdiqua.

## Historique

### Hôtel de la Chancellerie
Afin de loger les chanceliers du royaume, on construit un « Hostel des Chanceliers de France » qui est vendu à François Ier. Il est modifié en 1679. Il accueille alors les princes et les ambassadeurs des puissances étrangères. Louis XVIII y séjourne dans l'attente de son mariage en 1771, et Charles X pour la même raison en 1773.
L'hôtel de la Chancellerie n'est pas revendu comme d'autres à la Révolution. Il accueille ainsi les conseils municipaux, la gendarmerie, les bureaux de la sous-préfecture et le tribunal jusqu'en 1806. Le bâtiment et une vingtaine de maisons sont radiés sous la monarchie de Juillet et les matériaux sont utilisés pour combler les fossés entourant le château.

### Square de la ville
Le jardin de Diane commençant à empiéter sur le bourg. Un espace est créé grâce à une concession par Napoléon III d'une partie du jardin de Diane du château à la ville, à la fin du XIXe siècle. L'un des projets de la municipalité est une place publique de forme ovoïdale, pour des concerts de jour et de nuit. On y aménage finalement le square de la ville, un îlot urbain triangulaire entre trois chaussées.
Début mars 1862, au croisement entre la rue Grande et la rue de France, soit aux abords de la place, on aménage l'égout. Un accident survient cependant dans la tranchée creusée à cet effet à un ouvrier ; une souscription est ouverte pour ce père de famille et recueille 230 francs.

### Place Denecourt

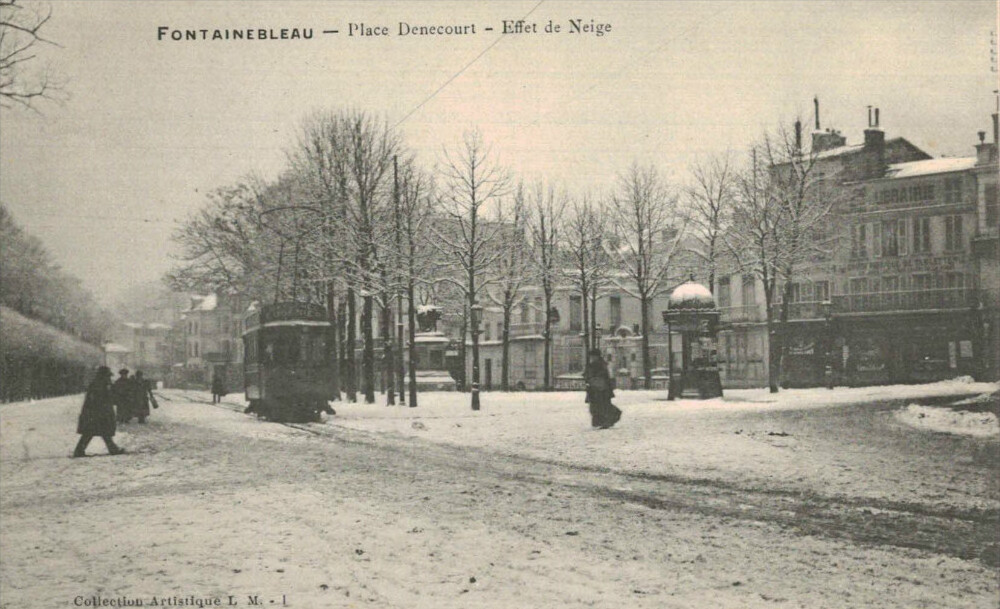
Place Denecourt sous la neige avec le tramway de Fontainebleau passant par la rue Denecourt

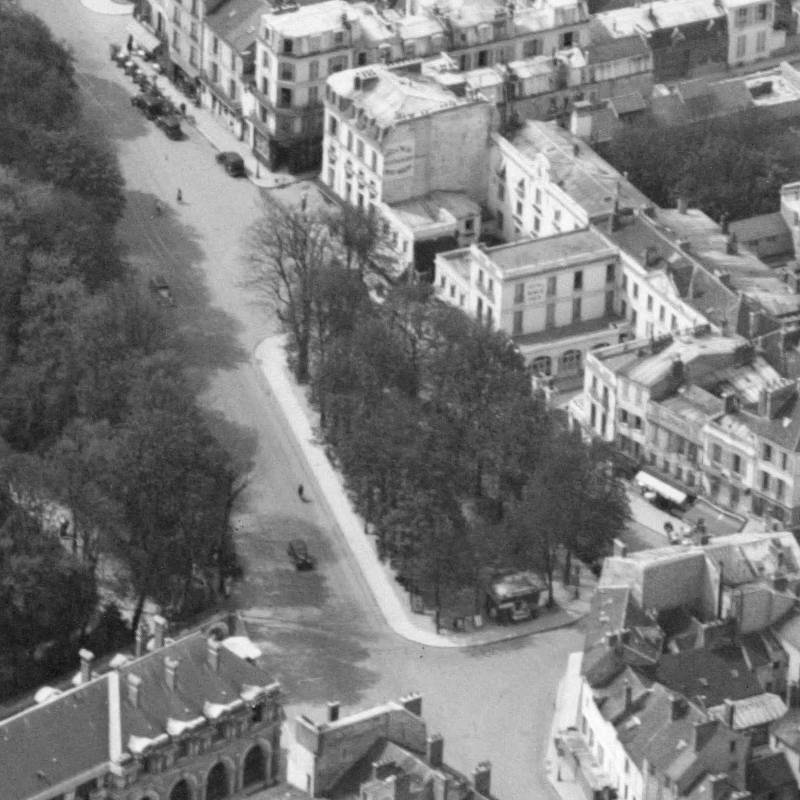
Vue aérienne de la place avec le square en son centre, en avril 1935.

#### Kiosques
Un premier kiosque est installé en 1884. Le kiosque à journaux est ensuite remplacé par un nouveau, de forme rectangulaire, qui sert également de bureau aux autocars du PLM et dont la « première pierre » est posée en avril 1914.
Il disparaît en 1947 après un accident dans lequel camion s'encastre dedans au tournant. En 1949, la municipalité décide d'en aménager un nouveau, plus grand. Il sert alors d'abri pour les usagers du tramway, de bureaux de renseignement pour les touristes, de point de vente pour la presse, les tickets de transports et pour les animations locales.

#### Tramway de Fontainebleau
À partir de 1896 et jusqu'à 1953, la place est desservie par la ligne du tramway de Fontainebleau, le long de la rue Denecourt.

#### Monument à Rosa Bonheur

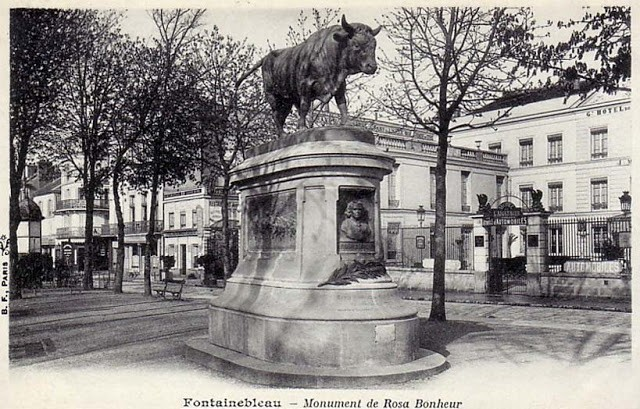
Monument à Rosa Bonheur, vers 1920.

Le monument à Rosa Bonheur, datant de 1900, est offert à la ville par Ernest Gambart, marchand de tableaux et consul général d’Espagne à Nice, à la mémoire de Rosa Bonheur, peintre, sculpteur et première femme décorée de la Légion d'honneur. Le monument est érigé au centre de la place le 19 mai 1901, avec la présence d’Armand Dayot, inspecteur des Beaux-arts, du peintre William Bouguereau, président de la Société des Artistes français, des autorités civiles et militaires et de Paul-Louis Lande, maire de Bordeaux, ville de naissance de Rosa Bonheur.
La statue en bronze du taureau était une réplique agrandie du Taureau marchant sculpté par Rosa Bonheur. Ce dernier était apposé sur un socle sur lequel figuraient quatre bas-relief en bronze sur chaque face. Ceux-ci se composaient d'un portrait en médaillon de Rosa Bonheur sur le devant par son neveu, Hippolyte Peyrol, et de trois plaques en bronze par Isidore Bonheur respectivement pour les tableaux Le Marché aux chevaux (côté gauche), Labourage nivernais (côté droit), Le Roi de la forêt (derrière). Le dernier tableau était alors une possession de l'américain Gambart, mécène du monument, .
Sous le régime de Vichy, dans le cadre de la mobilisation des métaux non ferreux, le taureau, très probablement comme d'autres statues de la ville, aurait été expédié vers l'Allemagne pour une refonte. On raconte que des Français seraient parvenus à en récupérer la queue en grimpant dans la wagon dans lequel la statue était entreposée. Seuls deux moulages des plaques en bronze ont survécu et sont de nos jours conservées au musée d'art Dahesh de New York,.
Une reproduction en plâtre de la tête du taureau a été réalisée en 2013, par le sculpteur Jean-Claude Dominjon, .

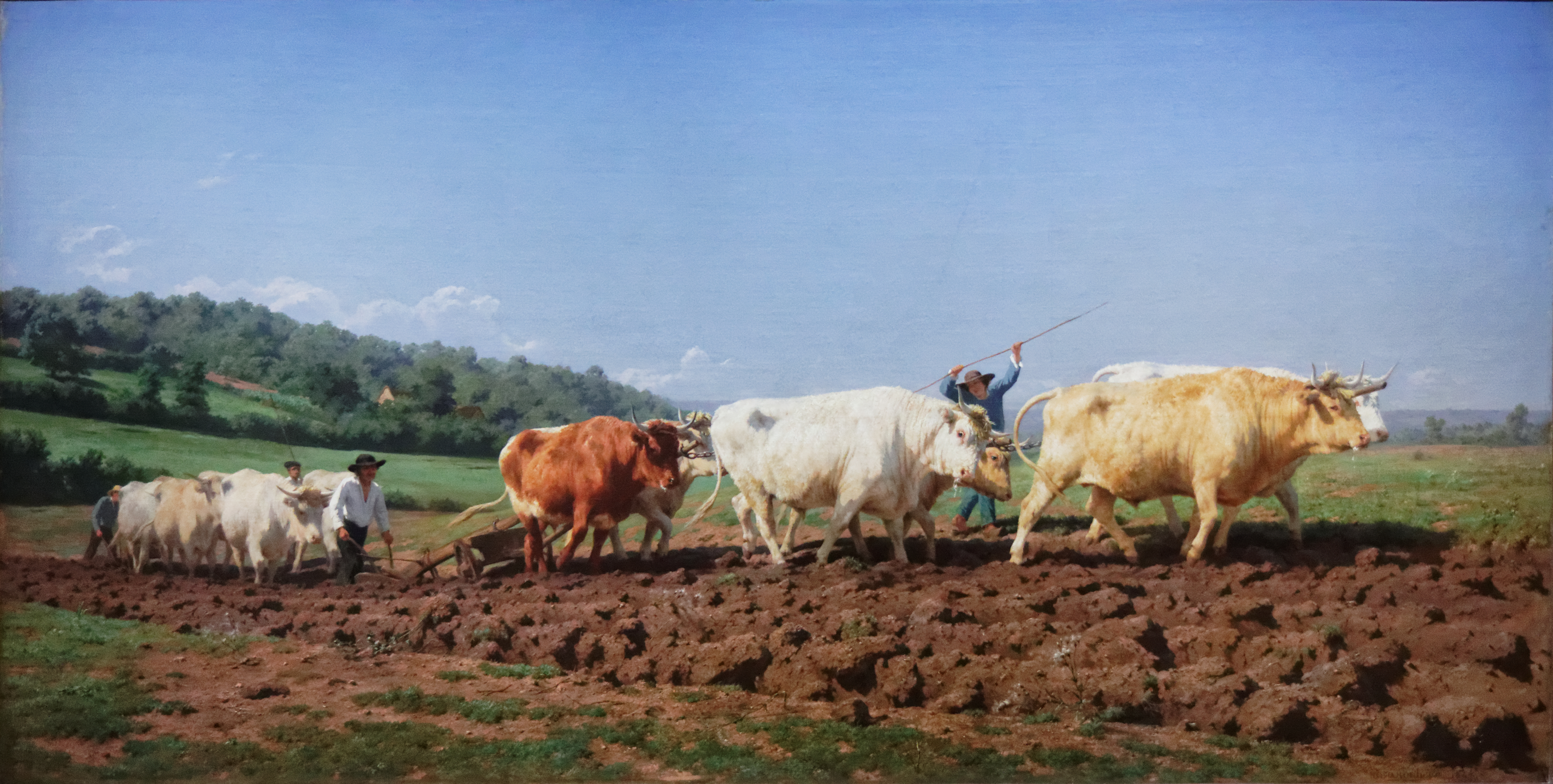
Tableau Labourage nivernais
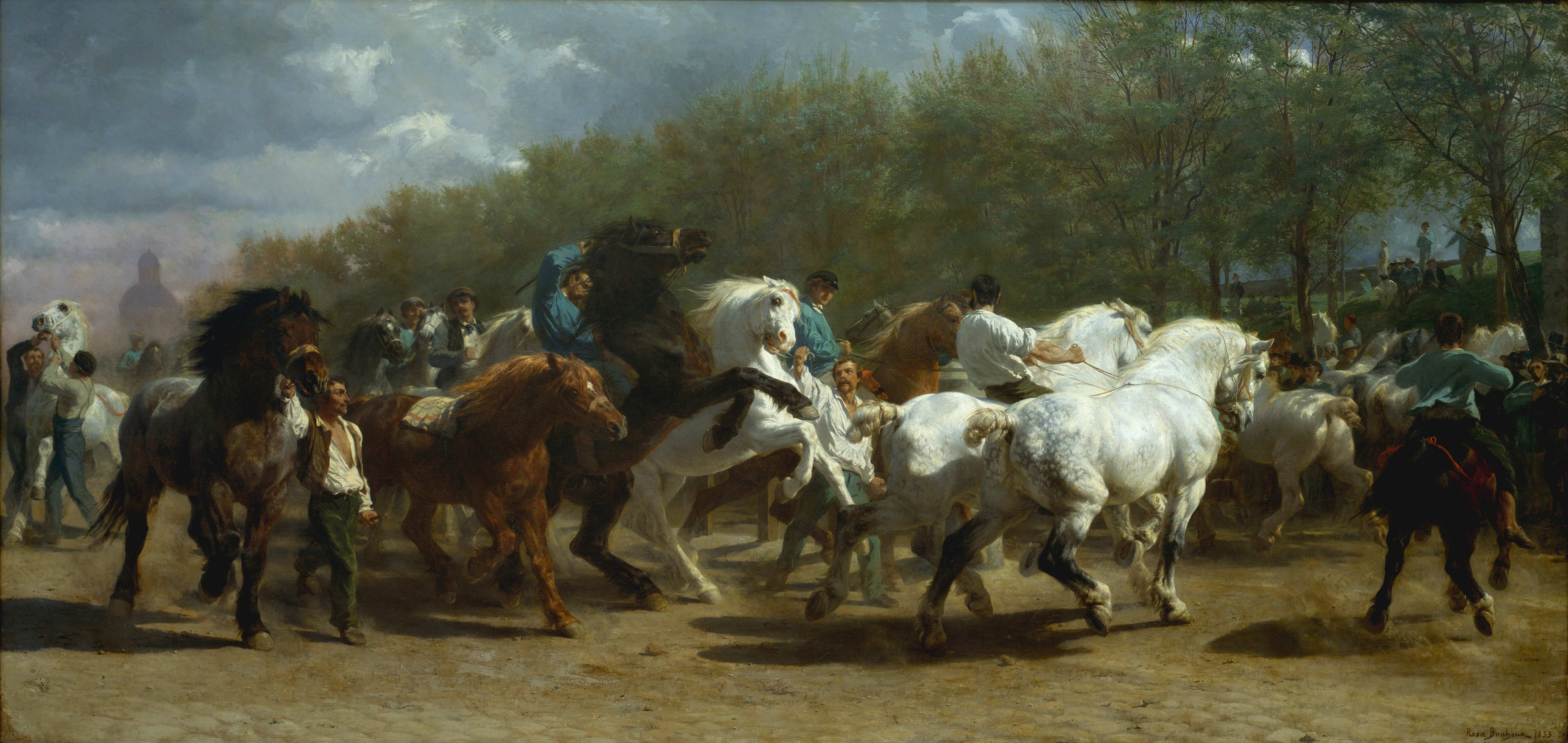
Tableau Le Marché aux chevaux
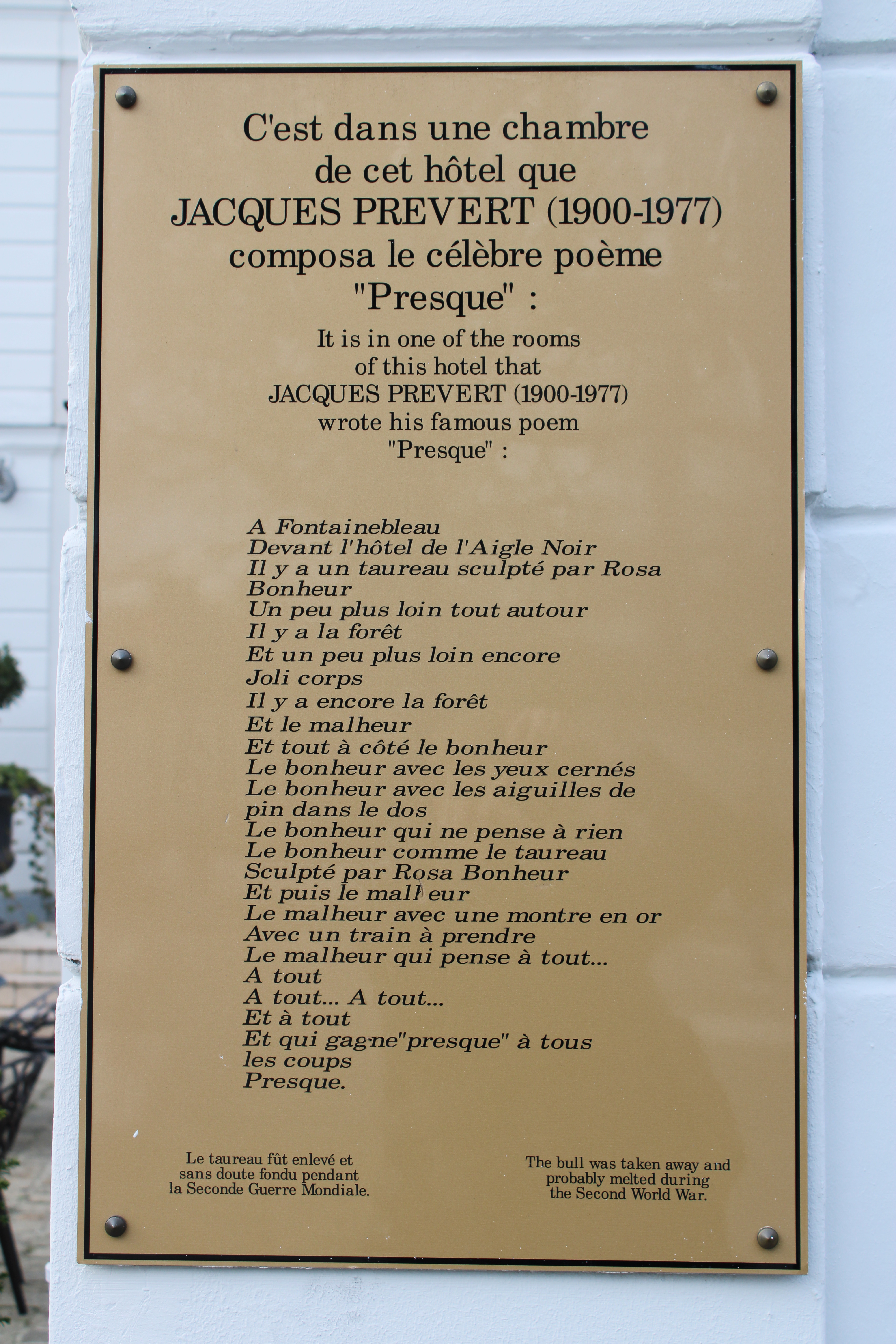
Le poème Presque de Jacques Prévert figurant sur la plaque apposée sur le devant de l'hôtel de l'Aigle Noir.

### Place moderne
Un aménagement de la place est d’abord effectué entre 1959 et 1962. Elle est rénommée en son nom actuel — place Napoléon-Bonaparte — le 23 avril 1969. Un parking souterrain est construit en 1989.

## Bâtiments remarquables

### Installations et aménagement
- Carrousel de Fontainebleau

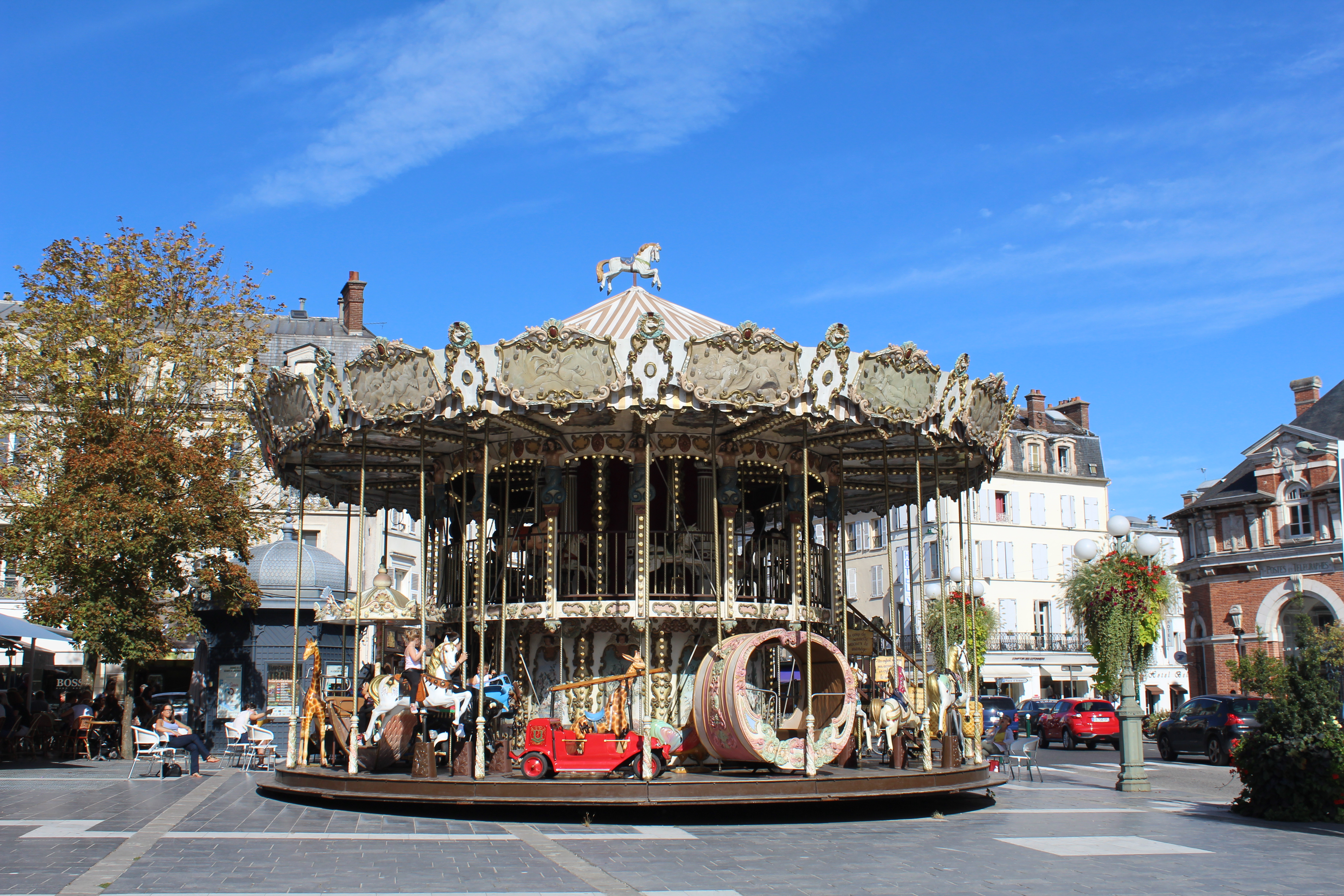
Le caroussel.

- Entrée d'un parking souterrain de 239 places[19]

### Hôtels
- Hôtel de l'Aigle Noir (no 27)[20]
- Ancien hôtel du Lion d'Or (1850), hôtel Mercédès (1905), puis du Palais (1925) (no 25)[20], aujourd'hui partie intégrante de l'Aigle noir

## Événements

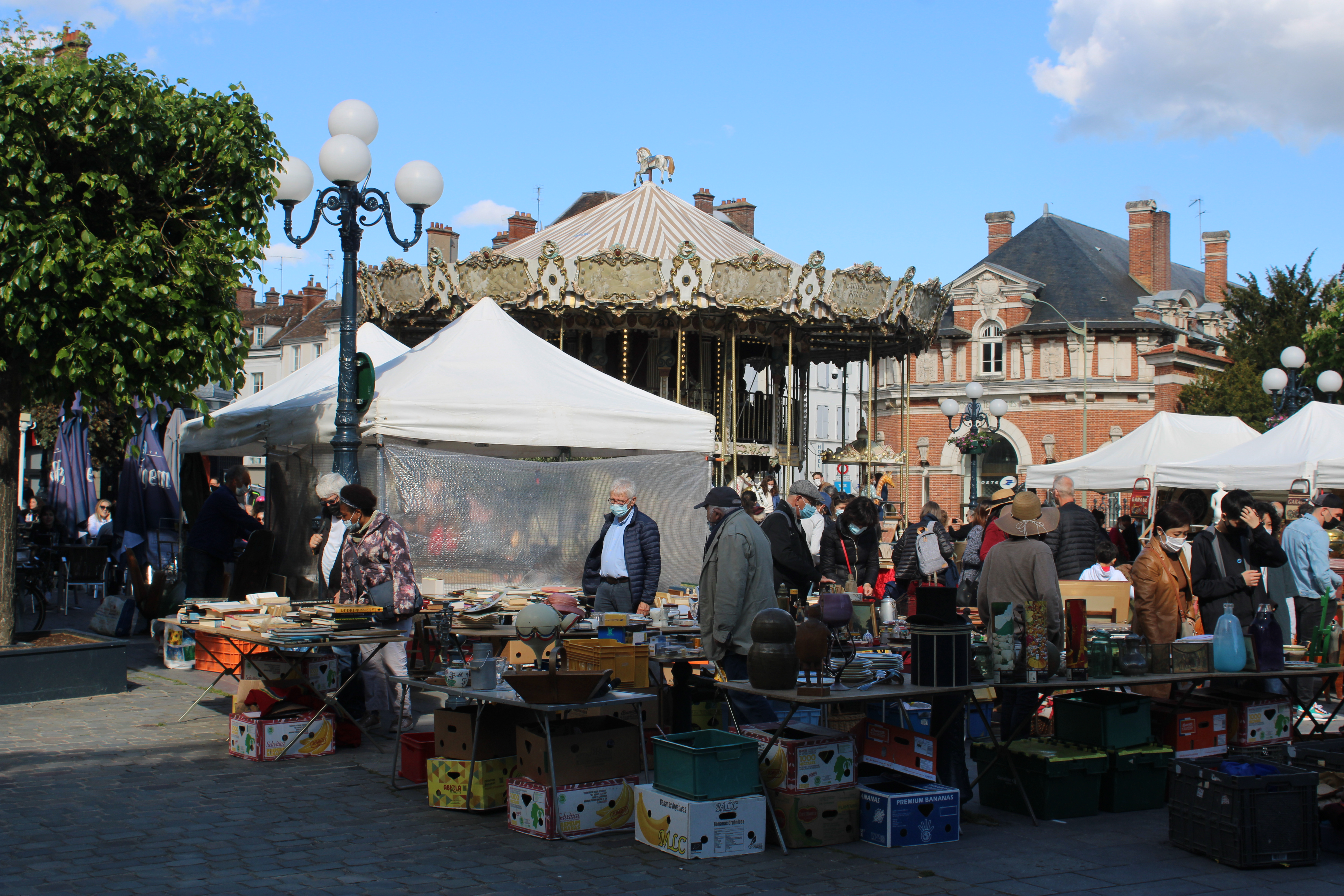
La brocante du 3e dimanche, le 23 05 2021.

- Brocante tous les troisièmes dimanches du mois[21]
- Fête de la musique

## Représentations culturelles

### Cinéma
- 1963 : Les Vacances de Poly, épisode 9 intitulé L'auberge de l'Aigle Noir. Filmé devant l'entrée de l'hôtel de l'Aigle Noir, on y aperçoit un arbre et le trottoir de la place, alors encore structurée sous forme d'îlot urbain séparé par une chaussée.

### Poésie
- 1946 : Presque dans Parole par Jacques Prévert. Écrit lors d'un séjour à l'hôtel de l'Aigle Noir situé sur la place, le poète y mentionne le taureau en bronze[22].

« À Fontainebleau
Devant l’hôtel de l’Aigle Noir
Il y a un taureau sculpté par Rosa Bonheur »

### Publicité
- 2018 : La mutuelle d'assurance MAAF y tourne une séquence vidéo dans laquelle 13 danseurs habillés en rouge et cyan, couleurs de la mutuelle, effectuent une chorégraphie devant un orchestre interprétant le refrain publicitaire. Dans le fond, on y aperçoit le carrousel de la place ainsi que l'hôtel des Postes et Télégraphes[23],[24]. Cette séquence est utilisée dans une vidéo pour célébrer le passage à l'année 2018 et est aussi reprise comme conclusion d'autres publicité de la mutulle.